# Hazard (Kentucky)
Hazard ist eine Stadt mit dem Status City und gleichzeitig Verwaltungssitz (County Seat) des Perry County im US-amerikanischen Bundesstaat Kentucky. Das U.S. Census Bureau hat bei der Volkszählung 2020 eine Einwohnerzahl von 5263 ermittelt. 

## Geographie
Hazard liegt rund 140 Kilometer südöstlich von Lexington. Der Kentucky River fließt mitten durch Hazard.

## Geschichte
Erste Siedler ließen sich 1795 in dem Ort nieder, der im Jahr 1884 nach dem Kommodore Oliver Hazard Perry dann Hazard genannt wurde. Als eine Eisenbahnstation in Hazard eröffnet wurde und riesige Kohlevorkommen in der Gegend festgestellt wurden, erlebte der Ort einen gewaltigen Aufschwung. In den 1920er Jahren wuchs die Einwohnerzahl auf über 7000 Personen an. Die Weltwirtschaftskrise bedeutete dann einen dramatischen Einbruch der Beschäftigungslage und die Einwohnerzahl sank wieder.
Heute ist Hazard als County Seat überwiegend in der Verwaltung sowie in mittelgroßen industriellen und kommerziellen Betrieben aktiv.

## Demografische Daten
Im Jahr 2012 wurde eine Einwohnerzahl von 5477 Personen ermittelt, was eine Zunahme um 14,0 % gegenüber 2000 bedeutet. Das Durchschnittsalter der Bewohner lag im Jahr 2012 mit 40,5 Jahren knapp über dem Durchschnittswert von Kentucky, der 40,1 Jahre betrug.

## Söhne und Töchter der Stadt
- Rebecca Gayheart (* 1971), Schauspielerin
- Daniel Mongiardo (* 1960), Arzt und Politiker
- Die Blauen Fugates, Familie mit einer Erbkrankheit